# Ivan Kouznetsov
Pour les articles homonymes, voir Kouznetsov.
Ivan Sergueïevitch Kouznetsov (en russe : Иван Сергеевич Кузнецов), né à Poretskoïe (gouvernement de Vladimir, aujourd'hui raïon de Souzdal) le 27 mai 1867 et mort le 3 juin 1942 à Moscou, est un architecte russe principalement connu pour ses travaux d'avant 1917 dans et autour de Moscou. Né dans une famille ouvrière, il est devenu l'un des meilleurs architectes de Moscou. Il a travaillé dans de nombreux styles différents, mais a eu beaucoup de succès dans l'architecture néo-classique et le style néo-russe. Il a excellé dans l'architecture industrielle et a conçu plus de 600 bâtiments commandées par Nikolaï Vtorov. Kouznetsov est resté en forte demande pendant la période soviétique.